# Pascale Cossart
Pascale Cossart (Cambrai, 21 de março de 1948) é uma bacteriologista francesa. É professora no Instituto Pasteur e autoridade mundial na bactéria Listeria monocytogenes, responsável por várias doenças como a meningite, encefalite, gastroenterite entre outras.

## Biografia
Pascale nasceu na cidade de Cambrai, em 1948. Graduou-se pela Université Lille Nord de France em 1968, com mestrado em química pela Universidade de Georgetown em 1971 e doutorado em bioquímica pelo Instituto Pasteur e pela Universidade de Paris em 1977. Seu pós-doutorado foi no Instituto Pasteur.
Em 1998 recebeu dois prêmios, o Prêmio Richard Lounsbery e o Prêmio L'Oréal-UNESCO para mulheres na ciência por suas contribuições à medicina e à área da bacteriologia. Em 2013 recebeu o Prêmio Balzan para Doenças Infecciosas.

## Carreira
A pesquisa de Pascale se concentra na infecção bacteriana intracelular, em especial o agente Listeria monocytogenes. A Listeria é uma bactéria causadora de intoxicações alimentares responsável por um grande número de doenças, com mortalidade em torno de 30%. A bactéria é um dos melhores modelos de parasitismo intracelular, pois é bastante resistente, capaz de sobreviver em uma grande variedade de células, atravessando várias barreiras, espalhando-se através da proteína indutora de montagem de actina, proteína responsável pela mobilidade baseada em actina.
O trabalho de Pascale foi essencial para se desvendar os processos genéticos e bioquímicos que tornam a Listeria tão efetiva e letal, identificando o gene bsh, os mecanismos reguladores, como um termo-sensor de RNA que controla a expressão dos genes de virulência, como o bsh, e as maneiras pelas quais a "Listeria" entra nas células e atravessa barreiras fisiológicas, como a barreira hematoencefálica, a barreira intestinal e a barreira placentária. A descoberta de seu laboratório sobre a interação entre a proteína internalina, da L. monocytogenes' e seu receptor celular, o E-caderina, foi o primeiro estudo a demonstrar com sucesso o mecanismo molecular que permite que um agente bacteriano atravesse a barreira placentária.
Uma parte de seu trabalho também desenvolveu importantes ferramentas biológicas, incluindo o rato transgênico, o primeiro animal a apresentar resistência a um tipo específico de bactérias. O rato carregava uma variação humana de um receptor celular da membrana do L. monocytogenes em suas células.
Em 2010 foi eleita membro estrangeiro da Royal Society.